# Салварано (Ређо Емилија)
Салварано је насеље у Италији у округу Ређо Емилија, региону Емилија-Ромања.
Према процени из 2011. у насељу је живело 351 становника. Насеље се налази на надморској висини од 177 м.